# Stanislas de Zuchowicz
Stanislas de Zuchowicz (17 de agosto de 1985) es un jinete francés que compitió en la modalidad de concurso completo. Ganó una medalla de plata en el Campeonato Europeo de Concurso Completo de 2011, en la prueba por equipos.

## Palmarés internacional
| Campeonato Europeo | Campeonato Europeo   | Campeonato Europeo | Campeonato Europeo |
| Año                | Lugar                | Medalla            | Categoría          |
| ------------------ | -------------------- | ------------------ | ------------------ |
| 2011               | Luhmühlen (Alemania) | Medalla de plata   | Por equipos        |